# Felix Gantmacher
Felix Ruvimovich Gantmacher (russe : Феликс Рувимович Гантмахер ; 23 février 1908 - 16 mai 1964) est un mathématicien soviétique, professeur à l'Institut de physique et de technologie de Moscou. Il est bien connu pour ses contributions en mécanique, en algèbre linéaire et dans la théorie des groupes de Lie. En 1925-1926, il participe à un séminaire dirigé par Nikolaï Tchebotariov à Odessa et rédige son premier article de recherche en 1926.
Son livre Theory of Matrices (1953) est une référence standard pour l'algèbre linéaire. Il a été traduit dans diverses langues, dont une version en deux volumes en anglais préparée par Joel Lee Brenner, Donald W. Bushaw et S. Evanusa,. Dans une recension, George Herbert Weiss écrit : « Ce livre ne peut pas être recommandé trop fortement car il contient du matériel qui n'existent nulle part ailleurs sous forme de livre. »
Gantmacher a collaboré avec Mark Krein sur les Matrices d'oscillation et noyaux et petites vibrations des systèmes mécaniques.
En 1939, il écrit une contribution importante au problème de classification des algèbres de Lie réelles.
La même année, il écrit un article sur les automorphismes des groupes de Lie complexes.
Son fils Vsevolod Gantmacher (en) est un physicien réputé.

## Publications choisies
- Felix Gantmacher, « On the classification of real simple Lie groups », Matematicheskiĭ Sbornik, AMS Chelsea Publishing, vol. 5 (47), no 2,‎ 1939, p. 217-250 (lire en ligne)
- Felix Gantmacher, « Canonical representation of automorphisms of a complex semi-simple Lie group », Matematicheskiĭ Sbornik, AMS Chelsea Publishing, vol. 5 (47), no 2,‎ 1939, p. 101-146 (lire en ligne)
- Felix Gantmacher, The Theory of matrices, AMS Chelsea, 1959, 660 p. (ISBN 978-0-8218-1393-5)
- Felix Gantmacher, Applications of the theory of matrices, Interscience publishers, 1959 (ISBN 9780821826645, lire en ligne)
- Felix Gantmacher, Lectures in Analytical Mechanics, Moscou, Union soviétique, Mir, 1970, 264 p.
- Felix Gantmacher et Mark Krein, Oscillation Matrices and Kernels and Small Vibrations of Mechanical Systems: Revised Edition, AMS Chelsea Publishing, 2002, 310 p. (ISBN 978-1-4704-2996-6, lire en ligne)